# Helnæs
Helnæs er en halvø (deraf næs) på Sydvestfyn mellem Lillebælt og Helnæs Bugt. Navnet har fra gammel tid betydet "det hellige næs". På Helnæs ligger landsbyen Helnæs By med Helnæs Kirke, såvel som Helnæs Fyr på landspidsen Lindhoved. Endvidere er der på Helnæs naturområdet Maden. Helnæs udgør hele Helnæs Sogn og er forbundet med Agernæs og dermed Fyn med den 1,5 kilometer lange, naturlige dæmning Langøre.
- Langøre set fra den 29 m høje Galgebakke på Helnæs
- Helnæs Kirke
- Helnæs Fyr
- Stendysse nær fyret